# Il chi è di un inquilino
Il chi è di un inquilino (長屋紳士録?, Nagaya shinshiroku) è un film del 1947 diretto da Yasujirō Ozu.

## Trama
Un uomo trova un bambino orfano in un villaggio devastato dalla guerra e lo prende momentaneamente con sé, nei giorni seguenti tenta di trovare una famiglia a cui affidarlo ma nessuno può accettare questa responsabilità. La vedova Tané, di pessimo carattere, è l'unica a potersi prendere cura del bambino e accetta controvoglia. La relazione tra i due non migliora fino a quando il ragazzo scompare di casa, in quel momento Tané si rende conto che in fondo gli si era affezionata.